# ماسيمو تشوشي
ماسيمو تشوشي (بالإيطالية: Massimo Ciocci)‏ (مواليد 25 فبراير 1968 في كريدونيا) هو لاعب كرة قدم إيطالي محترف سابق والمدير الحالي لفريق Corridonia Calcio.